# Unterwachingen
Unterwachingen är en kommun (tyska Gemeinde) i Alb-Donau-Kreis i förbundslandet Baden-Württemberg i Tyskland. Folkmängden uppgår till cirka 200 invånare, på en yta av 2,6 kvadratkilometer.
Kommunen ingår i kommunalförbundet Munderkingen tillsammans med staden Munderkingen och kommunerna Emeringen, Emerkingen, Grundsheim, Hausen am Bussen, Lauterach, Obermarchtal, Oberstadion, Rechtenstein, Rottenacker, Untermarchtal och Unterstadion.

## Befolkningsutveckling
| Befolkningsutvecklingen i Unterwachingen 1975–2015 | Befolkningsutvecklingen i Unterwachingen 1975–2015 | Befolkningsutvecklingen i Unterwachingen 1975–2015 | Befolkningsutvecklingen i Unterwachingen 1975–2015 | Befolkningsutvecklingen i Unterwachingen 1975–2015 |
| -------------------------------------------------- | -------------------------------------------------- | -------------------------------------------------- | -------------------------------------------------- | -------------------------------------------------- |
|                                                    |                                                    |                                                    |                                                    |                                                    |
| År                                                 |                                                    |                                                    | Folkmängd                                          | Areal (ha)                                         |
| 1975                                               | 1975                                               |                                                    | 138                                                | 260                                                |
| 1980                                               | 1980                                               |                                                    | 141                                                | 259                                                |
| 1985                                               | 1985                                               |                                                    | 145                                                |                                                    |
| 1990                                               | 1990                                               |                                                    | 147                                                | 260                                                |
| 1995                                               | 1995                                               |                                                    | 143                                                |                                                    |
| 2000                                               | 2000                                               |                                                    | 172                                                |                                                    |
| 2005                                               | 2005                                               |                                                    | 180                                                |                                                    |
| 2010                                               | 2010                                               |                                                    | 203                                                |                                                    |
| 2015                                               | 2015                                               |                                                    | 205                                                |                                                    |
|                                                    |                                                    |                                                    |                                                    |                                                    |